# Girimulyo
Girimulyo ist ein Distrikt (Kecamatan) im Regierungsbezirks (Kabupaten) Kulon Progo der Sonderregion Yogyakarta im Süden der Insel Java. Der Kecamatan liegt im Nordwesten des Kabupaten und hat sieben angrenzende Nachbarn: Kaligesing (Kab. Purworejo, Provinz Zentraljava) im Nordwesten, Kokap im Südwesten, Pengasih im Süden, Nanggulan im Südosten, Kalibawang im Nordosten sowie den Kecamatan Samigulah im Nordosten. Ende 2021 zählte der Distrikt 24.621 Einwohner auf 56,04 km² Fläche.

## Verwaltungsgliederung
Der Kecamatan (auch Kapanewon genannt) gliedert sich in vier Dörfer (Desa):
| PUM-Code 1    | Desa           | Fläche (km²) | Bevölkerung zur Volkszählung 2 | Bevölkerung zur Volkszählung 2 | Bevölkerung zur Volkszählung 2 | Bevölkerung zur Volkszählung 2 | Bevölkerung zur Volkszählung 2 | Bevölkerung zur Volkszählung 2 | Pend./ Dusun 4 | RW/ RT 5 |
| PUM-Code 1    | Desa           | Fläche (km²) | 002000                         | 002010                         | Männer                         | Frauen                         | 2020                           | Dichte 3                       | Pend./ Dusun 4 | RW/ RT 5 |
| ------------- | -------------- | ------------ | ------------------------------ | ------------------------------ | ------------------------------ | ------------------------------ | ------------------------------ | ------------------------------ | -------------- | -------- |
| 34.01.09.2001 | Jatimulyo      | 16,29        | 6.770                          | 6.460                          | 3.552                          | 3.614                          | 7.166                          | 439,9                          | 12             | 107/25   |
| 34.01.09.2002 | Giripurwo      | 14,67        | 6.120                          | 6.164                          | 3.345                          | 3.476                          | 6.821                          | 464,8                          | 15             | 115/44   |
| 34.01.09.2003 | Pendoworejo    | 10,29        | 5.114                          | 4.949                          | 2.671                          | 2.805                          | 5.476                          | 532,3                          | 17             | 74/34    |
| 34.01.09.2004 | Purwosari      | 13,65        | 4.412                          | 4.320                          | 2.284                          | 2.341                          | 4.625                          | 338,8                          | 13             | 52/26    |
| 34.01.09      | Kec. Girimulyo | 54,90        | 22.416                         | 21.893                         | 11.852                         | 12.236                         | 24.088                         | 438,7                          | 57             | 348/129  |

## Demographie
Grobeinteilung der Bevölkerung nach Altersgruppen (zum Zensus 2020)
| Altersgruppen | 00Männer | 00Frauen | zusammen |
| ------------- | -------- | -------- | -------- |
| 0 – 14        | 2.283    | 2.140    | 4.423    |
| 15 – 64       | 7.881    | 8.019    | 15.900   |
| 65+           | 1.688    | 2.077    | 3.765    |
| gesamt        | 11.852   | 12.236   | 24.088   |
| anteilig (%)  |          |          |          |
| 0 – 14        | 19,26    | 17,49    | 18,36    |
| 15 – 64       | 66,5     | 65,54    | 66,01    |
| 65+           | 14,24    | 16,97    | 15,63    |

### Bevölkerungsentwicklung
In den Ergebnissen der sieben Volkszählungen seit 1961 ist folgende Entwicklung ersichtlich:
| Einheit/Jahr     | 1961         | 1971         | 1980         | 1990         | 2000         | 2010         | 2020         |
| ---------------- | ------------ | ------------ | ------------ | ------------ | ------------ | ------------ | ------------ |
| Kec. Girimulyo   | 23.242       | 25.018       | 24.978       | 23.867       | 22.416       | 21.893       | 24.088       |
| Anteil in %      | 1,04         | 1,01         | 0,91         | 0,82         | 0,72         | 0,63         | 0,66         |
| Kab. Kulon Progo | 337.127      | 370.629      | 380.685      | 372.309      | 370.944      | 388.869      | 436.395      |
| Sonderregion DIY | 00 2.231.062 | 00 2.487.177 | 00 2.750.025 | 00 2.912.611 | 00 3.120.478 | 00 3.457.491 | 00 3.66.8719 |